# مدل نیمه‌ساخت‌یافته
مدل نیمه-ساخت‌یافته یک مدلِ پایگاهِ داده‌هاست. در این مدل، هیچ تفکیکی بین داده و الگو (Schema) وجود ندارد و میزان ساختار مورد استفاده وابسته به هدف است.